# Hương Khê
Hương Khê là một huyện miền núi nằm ở phía tây nam tỉnh Hà Tĩnh, Việt Nam.

## Địa lý
Huyện Hương Khê nằm ở phía tây nam của tỉnh Hà Tĩnh, có vị trí địa lý:
- Phía đông giáp huyện Cẩm Xuyên và huyện Thạch Hà
- Phía tây giáp nước bạn Lào với đường biên giới dài 50 km
- Phía nam giáp huyện Tuyên Hóa, tỉnh Quảng Bình
- Phía bắc giáp huyện Vũ Quang và huyện Can Lộc.

Huyện Hương Khê có diện tích 1.278,0909 km², dân số năm 2009 là 107.996 người, gồm các dân tộc: Thổ, Thái, Kinh, Chứt, nhưng dân tộc Kinh chiếm đa số. 27,87% dân số theo đạo Thiên Chúa.
Địa hình của huyện có nhiều đồi núi, cao nhất là núi Rào Cỏ (2.235 m). Có sông Ngàn Trươi chảy qua đổ vào sông Ngàn Sâu. Đất phần lớn là feralit núi. Khoáng sản chủ yếu là than đá.
| Dữ liệu khí hậu của Hương Khê                                | Dữ liệu khí hậu của Hương Khê | Dữ liệu khí hậu của Hương Khê | Dữ liệu khí hậu của Hương Khê | Dữ liệu khí hậu của Hương Khê | Dữ liệu khí hậu của Hương Khê | Dữ liệu khí hậu của Hương Khê | Dữ liệu khí hậu của Hương Khê | Dữ liệu khí hậu của Hương Khê | Dữ liệu khí hậu của Hương Khê | Dữ liệu khí hậu của Hương Khê | Dữ liệu khí hậu của Hương Khê | Dữ liệu khí hậu của Hương Khê | Dữ liệu khí hậu của Hương Khê |
| Tháng                                                        | 1                             | 2                             | 3                             | 4                             | 5                             | 6                             | 7                             | 8                             | 9                             | 10                            | 11                            | 12                            | Năm                           |
| ------------------------------------------------------------ | ----------------------------- | ----------------------------- | ----------------------------- | ----------------------------- | ----------------------------- | ----------------------------- | ----------------------------- | ----------------------------- | ----------------------------- | ----------------------------- | ----------------------------- | ----------------------------- | ----------------------------- |
| Cao kỉ lục °C (°F)                                           | 34.5 (94.1)                   | 36.2 (97.2)                   | 41.4 (106.5)                  | 43.4 (110.1)                  | 42.5 (108.5)                  | 41.0 (105.8)                  | 42.1 (107.8)                  | 43.3 (109.9)                  | 39.9 (103.8)                  | 37.2 (99.0)                   | 34.3 (93.7)                   | 33.1 (91.6)                   | 43.4 (110.1)                  |
| Trung bình ngày tối đa °C (°F)                               | 21.5 (70.7)                   | 21.8 (71.2)                   | 24.9 (76.8)                   | 28.5 (83.3)                   | 34.4 (93.9)                   | 37.1 (98.8)                   | 33.3 (91.9)                   | 35.1 (95.2)                   | 31.8 (89.2)                   | 31.9 (89.4)                   | 25.8 (78.4)                   | 21.7 (71.1)                   | 28.7 (83.7)                   |
| Trung bình ngày °C (°F)                                      | 17.6 (63.7)                   | 18.5 (65.3)                   | 20.8 (69.4)                   | 24.6 (76.3)                   | 28.0 (82.4)                   | 29.7 (85.5)                   | 29.9 (85.8)                   | 28.8 (83.8)                   | 27.0 (80.6)                   | 24.6 (76.3)                   | 21.7 (71.1)                   | 18.7 (65.7)                   | 24.2 (75.6)                   |
| Tối thiểu trung bình ngày °C (°F)                            | 15.7 (60.3)                   | 16.8 (62.2)                   | 18.9 (66.0)                   | 22.9 (73.2)                   | 24.9 (76.8)                   | 26.5 (79.7)                   | 26.4 (79.5)                   | 25.8 (78.4)                   | 24.5 (76.1)                   | 22.3 (72.1)                   | 19.7 (67.5)                   | 16.7 (62.1)                   | 21.7 (71.1)                   |
| Thấp kỉ lục °C (°F)                                          | 5.6 (42.1)                    | 8.0 (46.4)                    | 8.2 (46.8)                    | 13.3 (55.9)                   | 17.3 (63.1)                   | 19.5 (67.1)                   | 22.0 (71.6)                   | 22.3 (72.1)                   | 17.0 (62.6)                   | 15.1 (59.2)                   | 11.3 (52.3)                   | 6.8 (44.2)                    | 5.6 (42.1)                    |
| Lượng Giáng thủy trung bình mm (inches)                      | 95.9 (3.78)                   | 85.8 (3.38)                   | 61.3 (2.41)                   | 78.0 (3.07)                   | 152.5 (6.00)                  | 138.7 (5.46)                  | 114.1 (4.49)                  | 231.9 (9.13)                  | 525.6 (20.69)                 | 728.0 (28.66)                 | 312.2 (12.29)                 | 159.8 (6.29)                  | 2.651,4 (104.39)              |
| Số ngày mưa trung bình                                       | 15.0                          | 14.9                          | 15.0                          | 11.2                          | 11.0                          | 8.5                           | 7.8                           | 11.6                          | 14.8                          | 18.0                          | 15.6                          | 13.9                          | 157.5                         |
| Độ ẩm tương đối trung bình (%)                               | 89.9                          | 93.3                          | 97.4                          | 89.0                          | 80.5                          | 74.8                          | 78.4                          | 79.3                          | 85.1                          | 87.3                          | 88.4                          | 89.3                          | 84.4                          |
| Số giờ nắng trung bình tháng                                 | 70.7                          | 53.0                          | 73.1                          | 135.8                         | 219.3                         | 210.8                         | 226.5                         | 191.8                         | 156.5                         | 129.5                         | 94.4                          | 73.5                          | 1.629,6                       |
| Nguồn: Vietnam Institute for Building Science and Technology |                               |                               |                               |                               |                               |                               |                               |                               |                               |                               |                               |                               |                               |

## Hành chính
Huyện Hương Khê có 20 đơn vị hành chính cấp xã trực thuộc, bao gồm thị trấn Hương Khê (huyện lỵ) và 19 xã: Điền Mỹ, Gia Phố, Hà Linh, Hòa Hải, Hương Bình, Hương Đô, Hương Giang, Hương Lâm, Hương Liên, Hương Long, Hương Thủy, Hương Trà, Hương Trạch, Hương Vĩnh, Hương Xuân, Lộc Yên, Phú Gia, Phúc Đồng, Phúc Trạch.

## Lịch sử
Trong thời kỳ đô hộ của quân Minh (1407 – 1428), Hương Khê là huyện Thổ Hoàng.
Thời nhà Hậu Lê, sáp nhập vào huyện Hương Sơn, phủ Đức Quang, xứ Nghệ An.
Năm Tự Đức thứ 21 (1868) trở thành huyện Hương Khê, tỉnh Hà Tĩnh.
Sau năm 1945, bỏ cấp phủ, châu, gọi chung là huyện. Huyện Hương Khê khi đó bao gồm 37 xã: Hương Bình, Hương Quang, Hương Đại, Hương Điền, Hương Đô, Hương Đồng, Hương Gia, Hương Giang, Hương Hà, Hương Hải, Hương Hòa, Hương Lạc, Hương Lâm, Hương Liên, Hương Lĩnh, Hương Lộc, Hương Mai, Hương Phố, Hương Thịnh, Hương Long, Hương Minh, Hương Phong, Hương Phú, Hương Vĩnh, Hương Phúc, Hương Phương, Hương Thanh, Hương Luyện, Hương Thọ, Hương Thu, Hương Thủy, Hương Tân, Hương Trạch, Hương Vĩnh, Hương Xuân, Hương Yên và Hương Mỹ.
Năm 1971, 3 xã Hương Hà, Hương Thanh và Hương Thu sáp nhập thành xã Hà Linh; 2 xã Hương Lĩnh và Hương Lạc sáp nhập thành xã Phúc Trạch; 2 xã Hương Hòa và Hương Hải sáp nhập thành xã Hòa Hải; 2 xã Hương Lộc và Hương Yên sáp nhập thành xã Lộc Yên; 2 xã Hương Phú và Hương Gia sáp nhập thành xã Phú Gia; 2 xã Hương Phúc và Hương Đồng sáp nhập thành xã Phúc Đồng; xã Hương Phương chia thành 2 xã: Phương Điền và Phương Mỹ; 2 xã Hương Phố và Hương Thịnh sáp nhập thành xã Gia Phố, đổi tên xã Hương Phong thành xã Phú Phong..
Năm 1976, là huyện Hương Khê, tỉnh Nghệ Tĩnh, bao gồm 24 xã: Gia Phố, Hà Linh, Hòa Hải, Hương Bình, Hương Đại, Hương Điền, Hương Đô, Hương Giang, Hương Lâm, Hương Liên, Hương Long, Hương Minh, Hương Thọ, Hương Thủy, Hương Trạch, Hương Vĩnh, Hương Xuân, Lộc Yên, Phú Gia, Phú Phong, Phúc Đồng, Phúc Trạch, Phương Điền và Phương Mỹ.
Ngày 23 tháng 2 năm 1977, thành lập thị trấn nông trường 20 tháng 4.
Ngày 19 tháng 8 năm 1985, thành lập thị trấn Hương Khê, thị trấn huyện lỵ huyện Hương Khê trên cơ sở tách một phần diện tích và dân số của hai xã Gia Phố và Phú Phong.
Năm 1991, huyện Hương Khê thuộc tỉnh Hà Tĩnh vừa tái lập.
Năm 1992, thành lập xã Vũ Quang.
Đến năm 2000, huyện Hương Khê bao gồm thị trấn Hương Khê (huyện lỵ), thị trấn Nông trường 20 tháng 4 và 25 xã: Gia Phố, Hà Linh, Hòa Hải, Hương Bình, Hương Đại, Hương Điền, Hương Đô, Hương Giang, Hương Lâm, Hương Liên, Hương Long, Hương Minh, Hương Quang, Hương Thọ, Hương Thủy, Hương Trạch, Hương Vĩnh, Hương Xuân, Lộc Yên, Phú Gia, Phú Phong, Phúc Đồng, Phúc Trạch, Phương Điền, Phương Mỹ.
Ngày 4 tháng 8 năm 2000, 5 xã nằm ở phía bắc huyện Hương Khê là: Hương Thọ, Hương Minh, Hương Đại, Hương Điền và Vũ Quang chuyển sang trực thuộc huyện Vũ Quang. Huyện Hương Khê còn lại 20 xã và 2 thị trấn.
Ngày 2 tháng 1 năm 2004, giải thể thị trấn nông trường 20 tháng 4 để thành lập xã Hương Trà.
Ngày 19 tháng 1 năm 2009, mở rộng thị trấn Hương Khê trên cơ sở sáp nhập 127,80 ha diện tích tự nhiên và 513 nhân khẩu của xã Hương Long; 89,08 ha diện tích tự nhiên và 792 nhân khẩu của xã Gia Phố; 41,14 ha diện tích tự nhiên và 431 nhân khẩu của xã Phú Phong; 3,25 ha diện tích tự nhiên và 77 nhân khẩu của xã Phú Gia.
Ngày 1 tháng 1 năm 2020, sáp nhập hai xã Phương Mỹ và Phương Điền thành xã Điền Mỹ.
Ngày 1 tháng 1 năm 2025, sáp nhập xã Phú Phong và một phần các xã Hương Xuân, Phú Gia vào thị trấn Hương Khê.
Huyện Hương Khê có 1 thị trấn và 19 xã như hiện nay.

## Kinh tế
Nền kinh tế Hương Khê chủ yếu là nông nghiệp lúa nước, ngoài ra có các loại cây lương thực như: ngô (bắp), chè, cam, chanh, bưởi. Về cây công nghiệp có: Thông, cao su, keo lá tràm, gió (trầm hương). Về chăn nuôi có: trâu, bò, lợn, gà. Khai thác lâm sản: Các loại gỗ quý như lim, dối, táu,... tất nhiên hiện nay đã rơi vào tình trạng cạn kiệt do nạn khai thác tràn lan.
Đặc sản của Hương Khê có bưởi Phúc Trạch, cam Khe Mây, chè xanh Hương Trà, sắn Động Cửa (xã Hương Thủy), cá chép (sông Ngàn Sâu), cá tràu (tức cá quả) Đập Trạng (xã Hương Thủy), cá mương (xã Hương Thủy) cá mát, mật ong rừng, mật mía, ruốc, gỗ quý,...

## Văn hóa - Du lịch

### Di tích và danh thắng
- Đền thờ Ngô Đăng Minh: xã Hà Linh - danh nhân lịch sử thế kỷ 16
- Di tích Rộc Cồn: xã Phú Phong - di tích lịch sử cách mạng giai đoạn 1930 - 1931
- Đền Trầm Lâm: ở làng Phú Gia, tổng Chu Lễ, nay là xã Phú Gia, huyện Hương Khê
- Đền Đức Đại Vương ngàn Trụ - một ngôi đền tại làng Trại trụ thuộc xã Phú Gia
- Chùa Vĩnh Đại và đền thờ Trần Phúc Hoàn tại xã Hương Vĩnh. Chùa Vĩnh Đại là ngôi chùa cổ có lịch sử hơn 200 năm Ngôi chùa này xưa do người dân làng Thuận trị lập ra. Cư dân làng này hiện nay không còn ai. Đến thời Vua Tự Đức làng Vĩnh Đại đã di dời ngôi chùa này đến vị trí bây giờ. Vị trí chùa ngày xưa nay có tên là đồng Chùa, cạnh đó có một bàu nước hầu như chưa năm nào cạn và có tên gọi là bàu Chùa. Đền thờ Trần Phúc Hoàn (thờ một vị tướng có công từ thời Trần). Tiếc rằng ngôi đền đã bị đổ nát những năm 1965-1968 nay chỉ còn nền). Chùa Vĩnh Đại và đền thờ Trần Phúc Hoàn đã được công nhận là di tích lịch sử văn hóa cấp tỉnh. Cũng cần lưu ý rằng ngày xưa Hương Vĩnh là vùng đất nằm trên con đường thiên lý bắc nam và cũng là trên đường từ Đại Việt sang nước Ai Lao (Vạn Tượng- Lào).
- Đền Trạng: là một quần thể với Đền Trầm Lâm. Được xây dựng Ở làng Vĩnh Phúc (永福), nay là đội 4 xã Hương Thủy, nơi thờ các vị tiền bối có công giữ nước. Trong đó có Đại tướng quân Nguyễn Hữu Hộ (阮有戶) (cháu hậu duệ đời thứ 8 của ông Nguyễn Quý Công tự Công Quy (Hoàng sơ Tổ khảo Tộc Nguyễn Văn Trung Định, có vợ là Văn Thị Tuân)) thạc thí Tướng sĩ lang thừa lễ điện tri sự hành binh cai đội (碩試將士郎承礼殿知事行兵該隊)(tạm dịch là Sỹ quan cao cấp Nguyễn Hữu Hộ được chủ thể nhận lễ vật tại Đền Trạng).Ông là một tướng giỏi của Vua Quang Trung được giao trọng trách tuyển quân tại quê nhà (Nghệ an) dẫn cánh quân đặc nhiệm (ở Tam điệp) vào giải phóng Hà Nội trong trận Ngọc Hồi-Đống Đa đánh bại 29 vạn quân Mãn Thanh mùa xuân năm Kỷ Dậu 1789. với bài vị được thờ ở đền Trạng là:北城大將雄威元阜亗神位 Bắc thành Đại tướng hùng uy nguyên phụ chi thần vị, tạm dịch là “Thần Đại tuớng oai hùng xứ Bắc Thành (tức Thăng long) Nguyễn  Hữu Hộ ”

Nhân dân ở vùng này nhớ ngày hy sinh của Ngài nên đã lập đền thờ Ông và đến ngày mồng 2 tết trước đây muôn họ cùng tế lễ. Trong những năm chống Mỹ bị tàn phá quá nặng nề, nay đất đai,vườn tược lại bị chiếm dụng. Thân thế và sự nghiệp của Đại tướng Nguyễn Hữu Hộ còn được lưu giữ tại một nhà thờ họ Nguyễn Văn ở Động Cửa gần đấy.Từ xưa đến nay bản tộc vẫn duy trì ký niệm ngày mất của Ngài và cũng là ngày kỷ niệm truyền thống của bản tộc. Hiện nay nhân dân vùng này,nhất là con cháu tộc Nguyễn có ý nguyện khôi phục đền Trạng trên vị trí vốn có.
- Đền thờ vua Hàm Nghi đã được khôi phục xây mới tại xã Gia Phố (tại vị trí cũ trước đây gọi là Đền Voi Ngựa)

## Giao thông

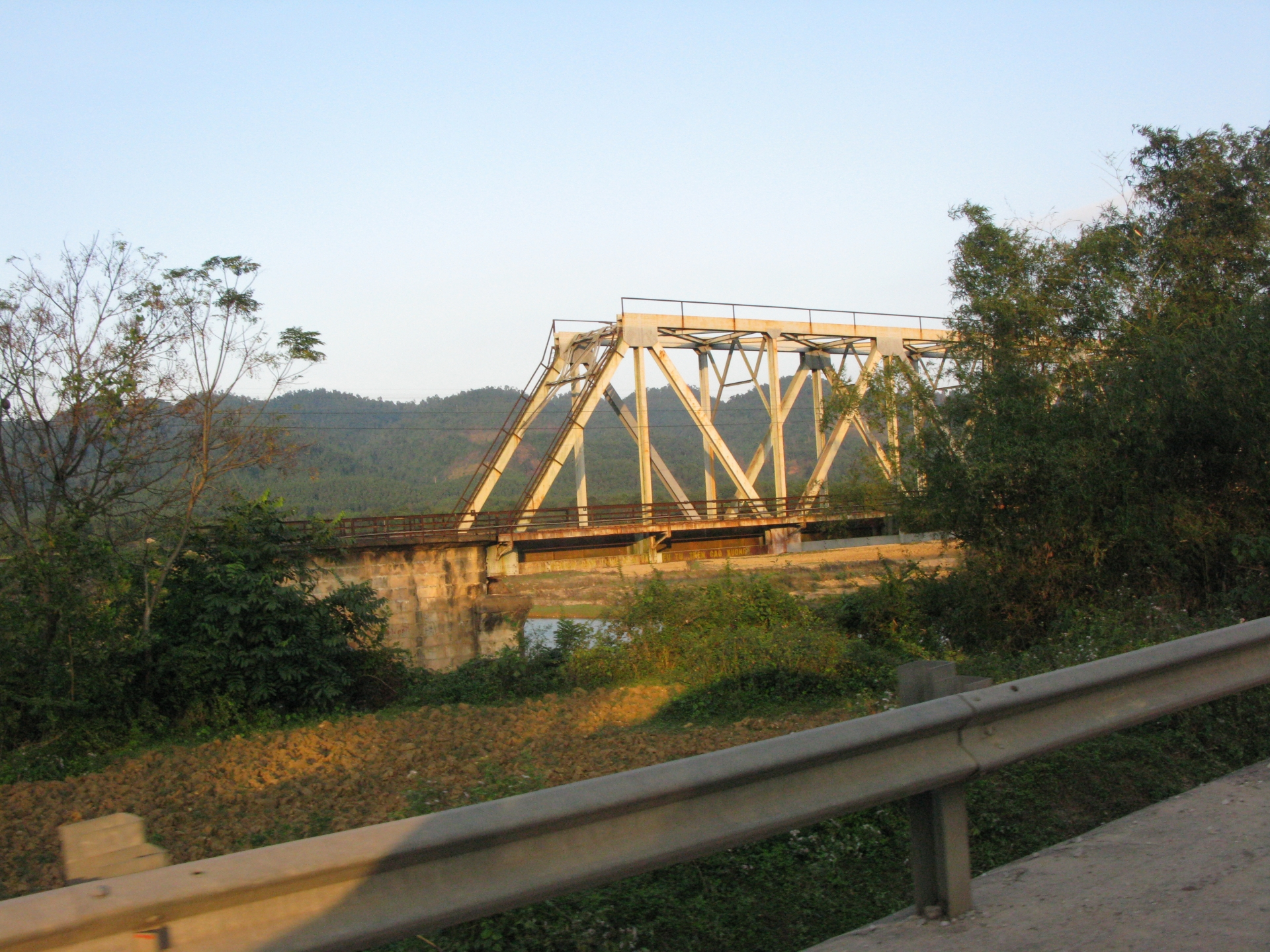
Một cây cầu đường sắt trên tuyến đường sắt Bắc Nam đoạn qua Hương Khê.

Đường bộ chính ở Hương Khê là đường Hồ Chí Minh chạy qua thị trấn và đường quốc lộ 15 nối Hương Khê với thành phố Hà Tĩnh và với huyện Can Lộc, Đức Thọ; đường sắt Bắc Nam (tại đây có ga là ga Thanh Luyện, ga Chu Lễ, ga Hương Phố, ga Phúc trạch, ga La Khê). Thủy Lâm (Hương Thủy) là vị trí giao nhau của 3 đường: sông Ngàn Sâu, đường sắt Bắc Nam và đường quốc lộ 15.

## Danh nhân
- Nguyễn Thị Kim Lai (Quê quán: thị trấn Hương Khê): Được mệnh danh là O Du kích nhỏ trong cuộc kháng chiến chống Mỹ cứu nước.
- Phan Xuân Biên (Quê quán: xã Hòa Hải): Phó Giáo sư - Tiến sĩ – Giám đốc Trung tâm Khoa học Xã hội và Nhân văn TP.HCM, Thành ủy viên – Phó Trưởng ban Thường trực Ban Tư tưởng – Văn hóa Thành ủy giữ chức vụ Trưởng ban Ban Tư tưởng – Văn hóa Thành ủy.
- Ngô Đăng Minh (Quê quán: xã Hà Linh): một danh nhân lịch sử dưới thời Lê Trung Hưng. Ông là một vị tướng cầm quân đi đánh Bồn Man ở biên cương.
- Trần Phúc Hoàn (xã Hương Vĩnh): Đã có công phủ dụ một địa bàn hành chính rất rộng lớn ở miền núi có nhiều bộ tộc khác nhau quy một mối về triều đình nhà Lê. Khai thông, nâng cấp con đường Trìm – Trẹo từ chỗ là đường mòn trong rừng rậm, trở thành một đường giao thông quân sự và kinh tế giữa Việt Nam và Lào thời Trung đại.
- Hồ Tế: Nguyên Bộ trưởng Bộ Tài chính Việt Nam (1992–1996).
- Hoàng Trung Dũng Sinh (1971). Quê quán Hương Long. Trình độ Cử nhân Ngữ văn và Thạc sĩ Chính trị học. Hiện nay, ông là Ủy viên Ban Chấp hành Trung ương Đảng Cộng sản Việt Nam khóa XIII, Bí thư Tỉnh ủy Hà Tĩnh, Chủ tịch Hội đồng nhân dân tỉnh, Trưởng Đoàn ĐBQH khóa XV tỉnh Hà Tĩnh nhiệm kỳ 2021–2026.